# Katarzyna Cerbińska
Katarzyna Cerbińska (ur. 2 sierpnia 1993) – polska lekkoatletka, tyczkarka.
Brązowa medalistka mistrzostw Polski seniorów (2015). Stawała na podium mistrzostw kraju w juniorskich kategoriach wiekowych.

## Rekordy życiowe
- Skok o tyczce – 3,90 (2015)
- Skok wzwyż – 1,74 (2012)
- Siedmiobój lekkoatletyczny – 4358 pkt. (2010)